# Памятник И. С. Никитину
Памятник Ивану Саввичу Никитину установлен в Воронеже на Никитинской площади. Памятник изображает поэта, сидящего в задумчивой, скорбной позе, склонившего голову и положившего руки на колени. У ног поэта лежат книги. 

## История
Идею установить памятник поэту И. С. Никитину подал в 1899 г. председатель комитета Публичной библиотеки имени И. С. Никитина и издатель газеты «Дон» В. Г. Веселовский. В 1900 г. был начат сбор пожертвований на памятник среди населения России. Инициатором сбора средств выступил император Николай II.
В 1907 г. в Воронежской думе была создана комиссия по установке памятника во главе с В. Г. Веселовским. Один из членов комиссии — городской архитектор A. M. Баранов — разработал технический проект памятника. Конкурс на эскиз памятника был проведён в Санкт-Петербурге, и в 1909 г. комиссия выбрала модель памятника, созданную художником И. А. Шуклиным (уроженец Курской губернии, жил в 1879—1958 гг.).
Памятник был создан в Санкт-Петербурге. Скульптура была выполнена из бронзы, а постамент памятника — из серого гранита. Вместе с памятником было установлено также гранитное ограждение с чугунными стойками светильников.
Памятник был открыт в октябре 1911 г. на Театральной площади Воронежа, его открытие было приурочено к 50-летию со дня смерти поэта.
В 1918 году Театральная площадь переименована в площадь И. С. Никитина. В дальнейшем памятник менял своё расположение. Вначале в 1933 г. памятник был перенесен в Кольцовский сквер, но затем в 1973 г. возвращен на прежнее место.
В Воронеже также установлены 2 бюста поэта (около дома-музея поэта (1964) и литературного музея (2009)).